# Euplexia niveifera
Euplexia niveifera är en fjärilsart som beskrevs av George Francis Hampson 1906. Euplexia niveifera ingår i släktet Euplexia och familjen nattflyn. Inga underarter finns listade i Catalogue of Life.